# Планетно ядро
Вижте пояснителната страница за други значения на ядрото.
Планетарното ядро съставлява най-вътрешния слой (слоеве) на една планета. Ядрата на земеподобните планети съдържат основно желязо, като могат да включват твърд и/или течен пласт. Земното ядро е частично течно, докато за ядрата на Марс и Венера се смята, че са напълно твърди, поради липсата на вътрешно генерирано магнитно поле.В слънчевата система размерите на ядрото могат да варират от 20% (на Луната) до 75% от планетния радиус (както при Меркурий).
Газовите гиганти също имат ядра богати на желязо. Въпреки че техните ядра са много по-малки от на земеподбните планети, газовите гиганти са толкова големи, че техните ядра могат да бъдат по-големи от Земята. Планетарното ядро на Юпитер е приблизително 12 пъти масата на Земята (което е около 3% от масата на самата планета), а за екзопланетата HD 149026 b се смята, че има ядро с маса 70 пъти по-голяма от земната.
Някои спътници, астероиди и малки планети могат също да имат добре диференцирани ядра според размерите и историята си. Спътниците на Юпитер Йо и Европа са до голяма степен подобни на земеподобните планети и се предполага, че имат ядра с размери около една трета от радиуса си. За големия астероид 4 Веста също се смята, че има добре обособено ядро.